# Associazione Calcio Riunite Messina 1960-1961
Questa pagina raccoglie i dati riguardanti l'Associazione Calcio Riunite Messina nelle competizioni ufficiali della stagione 1960-1961.

## Stagione
Nella stagione 1960-1961 il Messina disputa il quattordicesimo campionato di Serie B della sua storia. un torneo a 20 squadre che prevede tre promozioni e tre retrocessioni, con 41 punti in classifica si piazza in sesta posizione. Sono promossi in Serie A il Venezia con 50 punti, l'Ozo Mantova con 49 punti ed il Palermo con 46 punti. Retrocedono la Triestina dopo spareggio con il Novara, il Foggia ed il Marzotto Valdagno.
Il Messina dell'allenatore Bruno Arcari disputa un campionato cadetto di eccellenza, sempre in lotta per la promozione, con un cedimento nel finale che compromette il sogno a lungo accarezzato. Miglior marcatore dei giallorossi Achille Fraschini con 12 reti, sugli scudi anche l'ala sinistra Nicola Ciccolo autore di 9 reti ed il centrocampista con il vizio del goal Graziano Landoni con 8 reti. In Coppa Italia il Messina supera i primi due turni eliminatori, battendo il Palermo al primo turno (2-0), il Catania al secondo turno (1-2), ma trovando l'eliminazione negli Ottavi di Finale, superata in casa (0-2) dalla Fiorentina.

## Divise
| 1ª maglia |

## Rosa
| N. |                     | Ruolo | Calciatore          |
| -- | ------------------- | ----- | ------------------- |
|    | Italia (bandiera)   | A     | Franco Alessi       |
|    | Italia (bandiera)   | A     | Sebastiano Alicata  |
|    | Italia (bandiera)   | C     | Giuseppe Bosco      |
|    | Norvegia (bandiera) | A     | Per Bredesen        |
|    | Italia (bandiera)   | P     | Ademaro Breviglieri |
|    | Italia (bandiera)   | D     | Renato Cardillo     |
|    | Italia (bandiera)   | A     | Italo Carminati     |
|    | Italia (bandiera)   | A     | Nicola Ciccolo      |
|    | Italia (bandiera)   | A     | Ennio Ciccolo       |
|    | Italia (bandiera)   | C     | Francesco Ciraolo   |
|    | Italia (bandiera)   | D     | Piero Dotti         |

| N. |                   | Ruolo | Calciatore           |
| -- | ----------------- | ----- | -------------------- |
|    | Italia (bandiera) | C     | Achille Fraschini    |
|    | Italia (bandiera) | D     | Mario Kirchmayr      |
|    | Italia (bandiera) | C     | Graziano Landoni     |
|    | Italia (bandiera) | D     | Guglielmo Magazzù    |
|    | Italia (bandiera) | A     | Romano Micelli       |
|    | Italia (bandiera) | C     | Francesco Polizzo    |
|    | Italia (bandiera) | C     | Franco Radaelli      |
|    | Italia (bandiera) | A     | Ulderico Sacchella   |
|    | Italia (bandiera) | C     | Giulio Cesare Spagni |
|    | Italia (bandiera) | D     | Angelo Stucchi       |
|    | Italia (bandiera) | P     | Gino Zappetti        |

## Risultati

### Serie B

#### Girone di andata
| Arbitro: | D'Agostini (Roma) |

|                                |           |  |
| Fraschini 45’, 57’ Ciccolo 83’ | Marcatori |  |

| Arbitro: | Cotugno (Civitavecchia) |

|                |           |             |
| Cosma 41’, 66’ | Marcatori | 12’ Landoni |

| Arbitro: | Ascari (Carpi) |

|                |           |             |
| Mattavelli 73’ | Marcatori | 28’ Alicata |

| Arbitro: | Annoscia (Bari) |

|             |           |  |
| Alicata 36’ | Marcatori |  |

| Arbitro: | Sebastio (Taranto) |

|               |           |                              |
| Fraschini 85’ | Marcatori | 8’ Teneggi 73’ Dell'Omodarme |

| Arbitro: | Righi (Milano) |

|              |           |  |
| Trevisan 43’ | Marcatori |  |

| Arbitro: | Gazzano (Genova) |

|            |           |            |
| Smersy 52’ | Marcatori | 8’ Ciccolo |

| Arbitro: | Ferrari (Milano) |

|                             |           |                     |
| Carminati 31’ Fraschini 72’ | Marcatori | 7’ Susan 85’ Florio |

| Arbitro: | Di Tonno (Lecce) |

|                       |           |                        |
| Bernini 61’ Grevi 82’ | Marcatori | 35’ Bredesen 72’ Dotti |

| Arbitro: | Ascari (Carpi) |

|              |           |  |
| Bredesen 58’ | Marcatori |  |

| Arbitro: | Genel (Trieste) |

|                                          |           |             |
| Ciccolo 4’ Dotti 75’ Bredesen 88’ (rig.) | Marcatori | 54’ Bettini |

| San Benedetto del Tronto 11 dicembre 1960 12ª giornata | Sambenedettese  | 0 – 0 | Messina | Stadio Fratelli Ballarin\| Arbitro: \| Rigato (Mestre) \| |
| Arbitro:                                               | Rigato (Mestre) |       |         |                                                           |

| Arbitro: | Leita (Udine) |

|                |           |               |
| Pantaleoni 30’ | Marcatori | 13’ Fraschini |

| Arbitro: | De Robbio (Torre Annunziata) |

|                      |           |                |
| Fraschini 61’ (rig.) | Marcatori | 21’ G. Calloni |

| Arbitro: | Genel (Trieste) |

|             |           |              |
| Favalli 30’ | Marcatori | 77’ Radaelli |

| Arbitro: | Samani (Trieste) |

|                                         |           |  |
| Landoni 12’ Sacchella 37’ Carminati 72’ | Marcatori |  |

| Arbitro: | Sebastio (Taranto) |

|               |           |  |
| Fraschini 38’ | Marcatori |  |

| Parma 22 gennaio 1961 18ª giornata | Parma                   | 0 – 0 | Messina | Stadio Ennio Tardini\| Arbitro: \| Cotugno (Civitavecchia) \| |
| Arbitro:                           | Cotugno (Civitavecchia) |       |         |                                                               |

| Arbitro: | Gazzano (Genova) |

|                                           |           |             |
| Mentani 30’ Scaccabarozzi 38’ Manzino 58’ | Marcatori | 60’ Ciccolo |

#### Girone di ritorno
| Mantova 5 febbraio 1961 20ª giornata | Ozo Mantova        | 0 – 0 | Messina | Stadio Danilo Martelli\| Arbitro: \| Sebastio (Taranto) \| |
| Arbitro:                             | Sebastio (Taranto) |       |         |                                                            |

| Arbitro: | Di Tonno (Lecce) |

|               |           |  |
| Carminati 60’ | Marcatori |  |

| Arbitro: | Annoscia (Bari) |

|             |           |  |
| Landoni 59’ | Marcatori |  |

| Arbitro: | Babini (Ravenna) |

|                      |           |                    |
| Santon 24’ Rossi 44’ | Marcatori | 62’ (aut.) Tesconi |

| Como 23 aprile 1961 24ª giornata | Como               | 0 – 0 | Messina | Stadio Giuseppe Sinigaglia\| Arbitro: \| Sebastio (Taranto) \| |
| Arbitro:                         | Sebastio (Taranto) |       |         |                                                                |

| Arbitro: | Varazzani (Parma) |

|             |           |  |
| Ciccolo 72’ | Marcatori |  |

| Arbitro: | Cariani (Roma) |

|                             |           |  |
| Carminati 23’ Fraschini 73’ | Marcatori |  |

| catanzaro 19 marzo 1961 27ª giornata | Catanzaro         | 0 – 0 | Messina | Stadio Militare\| Arbitro: \| Righetti (Torino) \| |
| Arbitro:                             | Righetti (Torino) |       |         |                                                    |

| Arbitro: | Gambarotta (Genova) |

|                                 |           |  |
| Radaelli 52’ Fraschini 58’, 73’ | Marcatori |  |

| Arbitro: | Roversi (Bologna) |

|                |           |                      |
| Merlo 10’, 77’ | Marcatori | 47’ (rig.) Fraschini |

| Arbitro: | Leita (Udine) |

|                                |           |                  |
| Fanello 7’, 43’, 55’ Marmo 21’ | Marcatori | 54’, 73’ Landoni |

| Arbitro: | Cariani (Roma) |

|            |           |                                |
| Alessi 63’ | Marcatori | 48’ Campanini 52’ Valentinuzzi |

| Arbitro: | Babini (Ravenna) |

|  |           |          |
|  | Marcatori | 66’ Bean |

| Arbitro: | Rancher (Roma) |

|                |           |  |
| G. Calloni 65’ | Marcatori |  |

| Arbitro: | De Robbio (Torre Annunziata) |

|                               |           |           |
| Carminati 5’ Ciccolo 33’, 43’ | Marcatori | 80’ Turra |

| Arbitro: | Annoscia (Bari) |

|               |           |                                      |
| Mezzalira 59’ | Marcatori | 57’ Landoni 67’ Ciccolo 82 Sacchella |

| Prato 21 maggio 1961 36ª giornata | Prato             | 0 – 0 | Messina | Stadio Lungobisenzio\| Arbitro: \| Varazzani (Parma) \| |
| Arbitro:                          | Varazzani (Parma) |       |         |                                                         |

| Arbitro: | De Marchi (Pordenone) |

|               |           |               |
| Fraschini 49’ | Marcatori | 56’ Remondini |

| Arbitro: | Sbardella (Roma) |

|                    |           |             |
| Ciccolo 43’ (rig.) | Marcatori | 25’ Mentani |

### Coppa Italia
| Arbitro: | Cataldo (Reggio Calabria) |

|                        |           |  |
| Alicata 47’ Spagni 56’ | Marcatori |  |

| Arbitro: | Di Tonno (Lecce) |

|                 |           |                         |
| Castellazzi 57’ | Marcatori | 15’ Alicata 77’ Landoni |

| Arbitro: | Rebuffo (Milano) |

|  |           |                        |
|  | Marcatori | 55’ Benetti 73’ Petris |

## Statistiche

### Statistiche di squadra
| Competizione | Punti | In casa | In casa | In casa | In casa | In casa | In casa | In trasferta | In trasferta | In trasferta | In trasferta | In trasferta | In trasferta | Totale | Totale | Totale | Totale | Totale | Totale | DR  |
| Competizione | Punti | G       | V       | N       | P       | Gf      | Gs      | G            | V            | N            | P            | Gf           | Gs           | G      | V      | N      | P      | Gf     | Gs     | DR  |
| ------------ | ----- | ------- | ------- | ------- | ------- | ------- | ------- | ------------ | ------------ | ------------ | ------------ | ------------ | ------------ | ------ | ------ | ------ | ------ | ------ | ------ | --- |
| Serie B      | 41    | 19      | 12      | 4       | 3       | 30      | 12      | 19           | 1            | 11           | 7            | 15           | 22           | 38     | 13     | 15     | 10     | 45     | 34     | +11 |
| Coppa Italia |       | 2       | 1       | 0       | 1       | 2       | 2       | 1            | 1            | 0            | 0            | 2            | 1            | 3      | 2      | 0      | 1      | 4      | 3      | +1  |
| Totale       |       | 21      | 13      | 4       | 4       | 32      | 14      | 20           | 2            | 11           | 7            | 17           | 23           | 41     | 15     | 15     | 11     | 49     | 37     | +12 |

### Statistiche dei giocatori
| Giocatore      | Serie B  | Serie B | Coppa Italia | Coppa Italia | Totale   | Totale |
| Giocatore      | Presenze | Reti    | Presenze     | Reti         | Presenze | Reti   |
| -------------- | -------- | ------- | ------------ | ------------ | -------- | ------ |
| F. Alessi      | 9        | 1       | 2            | 0            | 11       | 1      |
| S. Alicata     | 6        | 2       | 2            | 2            | 8        | 4      |
| G. Bosco       | 16       | 0       | 3            | 0            | 19       | 0      |
| P. Bredesen    | 25       | 3       | 2            | 0            | 27       | 3      |
| A. Breviglieri | 31       | -26     | -            | -            | 31       | -26    |
| R. Cardillo    | 28       | 0       | -            | -            | 28       | 0      |
| I. Carminati   | 29       | 5       | -            | -            | 29       | 5      |
| N. Ciccolo     | 30       | 9       | 2            | 0            | 32       | 9      |
| F. Ciraolo     | -        | -       | 1            | 0            | 1        | 0      |
| P. Dotti       | 24       | 2       | 1            | 0            | 25       | 2      |
| E. Felicani    | -        | -       | 1            | 0            | 1        | 0      |
| A. Fraschini   | 32       | 12      | 3            | 0            | 35       | 12     |
| M. Kirchmayr   | 24       | 0       | 3            | 0            | 27       | 0      |
| G. Landoni     | 34       | 7       | 1            | 1            | 35       | 8      |
| R. Micelli     | 2        | 0       | 1            | 0            | 3        | 0      |
| F. Polizzo     | 4        | 0       | 1            | 0            | 5        | 0      |
| F. Radaelli    | 27       | 2       | 2            | 0            | 29       | 2      |
| U. Sacchella   | 18       | 2       | 1            | 0            | 19       | 2      |
| G. Spagni      | 35       | 0       | 3            | 1            | 38       | 1      |
| A. Stucchi     | 37       | 0       | 2            | 0            | 39       | 0      |
| G. Zappetti    | 7        | -8      | 3            | -3           | 10       | -11    |